# Újpest FC
Újpest FC é um clube de futebol da Hungria. Já usou os seguintes nomes: Újpest TE, Budapesti Dózsa e Újpest Dózsa SC. Seu arqui-rival é o Ferencváros, time do nono distrito de Budapeste.

## História
O clube foi fundado em 16 de junho de 1885, em Budapeste. Suas cores oficiais são o violeta e o branco. Manda seus jogos no Estádio Ferenc Szusza, com capacidade para 13.600 torcedores.

## Títulos

### Internacionais
- Mitropa Cup: 2

(1929 e 1939)
Troféu Joan Gamper : 1
( 1970 )

### Nacionais
- Campeonato Húngaro: 20

(1929–30, 1930–31, 1932–33, 1934–35, 1938–39, 1945 Primavera, 1945–46, 1946–47, 1959–60, 1969, 1970 Primavera, 1970–71, 1971–72, 1972–73, 1973–74, 1974–75, 1977–78, 1978–79, 1989–90 e 1997–98)
- Campeonato Húngaro - 2ª Divisão: 2

(1904 e 1911–12)
- Copa da Hungria: 10

(1969, 1970, 1975, 1982, 1983, 1987, 1992, 2002, 2013-14 e 2017-18)
- Supercopa da Hungria: 3

(1992, 2002 e 2014)

### Campanhas de destaque
- Vice-Campeonato Húngaro: 21 vezes (1920–21, 1922–23, 1926–27, 1931–32, 1933–34, 1935–36, 1937–38, 1940–41, 1941–42, 1960–61, 1961–62, 1967, 1968, 1976–77, 1979–80, 1986–87, 1994–95, 1996–97, 2003–04, 2005–06 e 2008–09).
- Vice-Campeonato Húngaro - 2ª Divisão: 1903.
- Vice-Campeonato da Copa da Hungria: 6 vezes (1922, 1923, 1925, 1927, 1933 e 1998).